# Armando Fernández Alatorre
Armando Fernández (Ciudad de México, 11 de mayo de 1955) es un waterpolista mexicano y nacionalizado de Alemania Occidental.

## Biografía
Fue el primer deportista mexicano que adoptó otra nacionalidad (alemana) y consiguió una medalla olímpica. Fue elegido en el Equipo Ideal de todos los tiempos del Waterpolo Alemán.

## Clubes
- Budapest Honvéd ( Hungría)
- Spandau 04 ( Alemania)

## Títulos
En club como jugador
- Campeón Alemán de Waterpolo de 1979 a 1992.
- Campeón de Copa de Alemania de 1979 a 1983 y 1985 a 1992.
- Campeón de la Eurocopa de Waterpolo en los años 1982, 1985, 1986 y 1988
- Mejor jugador de Europa 1981, junto con Tamas Farago del Vasas Budapest de Hungría y Manuel Estiarte del Club Natació Barcelona.
- Campeón de Hungría en categoría Júnior con el equipo Honved Budapest en 1977.

Como jugador de la selección mexicana
- Medalla de Plata 1971 Confederación Acuática Centroamericana y del Caribe La Habana (Cuba) (Campeón goleador del torneo).
- Medalla de Bronce 1971 VI Juegos Panamericanos en Cali (Colombia).
- 9.º Lugar Olímpico 1972 Múnich (Alemania). (Goleador más efectivo. Promedio de gol más alto del torneo y el jugador más joven).
- 9.º Lugar Mundial de waterpolo 1973 en Belgrado (Yugoslavia). (Elegido dentro del equipo ideal).
- 7.º Lugar Mundial Universitario 1973 Juegos Universitarios Moscú (URSS).
- Medalla de Plata 1974 XII Juegos Centroamericanos y del Caribe Santo Domingo, República Dominicana.
- Medalla de Oro 1975 VII Juegos Panamericanos en México, DF. (Campeón goleador del torneo).
- Medalla de Plata 1975 Confederación Acuática Centroamericana y del Caribe en Ibagué (Colombia).
- 10.º Lugar Olímpico 1976 Montreal Canadá. (Subcampeón goleador).
- 10.º Lugar Mundial 1978 FINA Mundial Berlín, Alemania Federal.

Como jugador de la selección alemana del Oeste
- Medalla de Bronce 1984 Juegos Olímpicos de Los Ángeles.
- Campeón Copa Mundial de Waterpolo 1985 Duisburg Alemania.
- Medalla de Bronce 1985 Campeonato Europeo de Natación en Sofía (Bulgaria).
- 6.º Lugar Mundial 1986 FINA Campeonato Mundial Natación en Madrid (España).
- Medalla de Bronce Copa Mundial FINA de Waterpolo de 1987 en Tesalónica (Grecia).
- 4.º Lugar Campeonato Europeo Estrasburgo Francia 1987.
- 4.º Lugar en los juegos olímpicos de 1988 en Seúl (Corea).
- Campeón Mundial Máster 2000 Campeonato Mundial FINA – Máster en Múnich (Alemania).